# Telecinco
Telecinco è un canale televisivo privato gestito dalla Mediaset España, società di MFE - MediaForEurope.
È una delle prime TV spagnole per ascolti insieme a La 1 e Antena 3. Ha sede a Madrid nel distretto di Fuencarral.

## Storia
Telecinco viene pensato come versione spagnola di Canale 5. Nasce nel 1989, ma inizia a trasmettere il 3 marzo 1990 con un galà d'inaugurazione intitolato ¡Por fin juntos! condotto da Miguel Bosé e Victoria Abril, seguito dal film I predatori dell'arca perduta ed un incontro di boxe.
La nascita del canale è dovuta all'apertura del mercato televisivo nazionale voluta dal premier socialista Felipe González, che mette a disposizione tre licenze. La gara vide al primo posto Telecinco, creata per opera della Fininvest di Silvio Berlusconi, che le dà inizialmente un logo molto simile a quello di Canale 5, con la sola differenza che il fiore è spostato più in basso, e la testa del biscione è sostituita dalla parola «TELE».
Berlusconi ne ricopre la carica di vicepresidente, fornisce format italiani e stranieri di successo e sceglie come primo direttore Valeriu Lazarov. Telecinco è un canale generalista che offre diversi tipi di programmi: (film, telefilm, talk show, varietà, quiz, reality show, talent show, informazione e sport).
A differenza degli altri due tentativi di Berlusconi di portare il modello Canale 5 all'estero (La Cinq in Francia e Tele 5 in Germania), Telecinco sopravvive nonostante una crisi nel 1993, che influisce negativamente sul canale per molto tempo. Lo stesso anno il canale ospita, in vista delle elezioni politiche, il secondo faccia a faccia nella storia della televisione spagnola, tra il premier socialista Felipe González e lo sfidante del Partito Popolare José María Aznar.
Nel 1997 Telecinco rinnova la sua immagine e cambia logo: Angel Luís Sanchez disegna un "5" stilizzato ispirato alla forma dell'occhio umano con una sfera al centro, il cui colore dal 2002 cambia ogni giorno della settimana, e che sarà leggermente modificato nel 2008.
Dal 2002 Mediaset diventa proprietaria di maggioranza assoluta del canale (52%) grazie a una legge del premier spagnolo di centro-destra José María Aznar che consente agli stranieri il possesso della maggioranza assoluta o anche della totalità di un canale televisivo spagnolo. In seguito a ciò la rete diventa parte integrante del gruppo milanese insieme a tutte le sue aziende interne (prima Telecinco era slegata da Mediaset); Dal 24 giugno 2004 il canale è quotato alla Borsa di Madrid e pochissimo tempo dopo entra nel paniere dell'Ibex 35, i titoli più importanti della borsa spagnola.
La concessionaria pubblicitaria del canale è Publiespaña, corrispettivo spagnolo di Publitalia '80, azienda interna leader nella raccolta pubblicitaria in Spagna, mentre le notizie sono curate dall'agenzia ATLAS.
La leadership è confermata anche dagli ottimi risultati di Fernando Alonso in Formula 1, evento di cui il canale ha i diritti dal 2004 al 2008 insieme alla GP2. Inoltre trasmise eventi legati in qualche modo al pilota iridato, ma gli ascolti, anche con l'avvento del digitale terrestre, iniziano a calare, con una media a fine 2016 del 13,4% di ascolti giornalieri.
La rete dal 2009 passa al supporto delle nuove tecnologie come HD e 16:9.
Dal 2010 Telecinco è visibile solo tramite il digitale terrestre o il satellite (in Spagna il segnale televisivo analogico è stato spento definitivamente il 3 aprile 2010).
Nel 2012, grazie alla vittoria della nazionale di calcio spagnola al Campionato europeo di calcio, Telecinco è il canale con il programma più visto nella storia del paese: la finale vinta per 4-0 dalla rappresentativa spagnola contro quella italiana.

## Programmi
La programmazione del canale, come detto, è di tipo generalista.
Come le altre reti estere di Berlusconi, anche Telecinco, all'inizio, aveva programmi più o meno ispirati a quelli di Canale 5 (con alcune serie televisive statunitensi in comune come ad esempio I segreti di Twin Peaks trasmesso pochi mesi dopo la nascita); nei suoi primi anni di vita ha trasmesso alcuni format di produzione italiana, dovutamente declinati per il pubblico iberico ma identici alle loro controparti (condivedendone in molti casi anche le sigle), ad esempio Il pranzo è servito (noto come Entre platos anda el juego), Forum (tradotto come Veredicto trasmesso fino al 1993 e ripreso nuovamente dal 2009 al 2014 col nome De buena ley), il Maurizio Costanzo Show (¿Hablando se entiende la gente?, condotto da Jose Luis Coll, e da cui in seguito fu tratta anche una versione rivolta ai bambini, ¿Hablando se entiende la basca?, condotta da Jesus Vasquez), Buona Domenica(La batalla de las estrellas), Il gioco delle coppie (¡Vivan los novios!), Cari genitori (Queridos padres), Tra moglie e marito (Su media naranja), Il gioco dei 9 (VIP), La ruota della fortuna (La ruleta de la suerte precedentemente trasmessa e poi di nuovo passata al network rivale Antena 3), Colpo grosso (Ay que calor!) Bellezze al bagno e Bellezze sulla neve (Bellezas al agua e Bellezas en la nieve) e Mai dire Banzai (Humor Amarillo che altro non era che il quiz giapponese Takeshi's Castle). Ma anche in altri aspetti minori era evidente la somiglianza con la rete cugina: ad esempio molti cartoni animati trasmessi dal canale usavano nelle sigle le stesse fortunate musiche delle edizioni italiane ovviamente cantate in spagnolo (anche se non sempre per gli stessi cartoni), molto spesso dalla cantante Sol Pilas; in più tali cartoni animati erano trasmessi all'interno di contenitori (Desayuna con alegria, Mediodia alegria e Superguay) molto simili nella struttura e nei contenuti agli omologhi italiani Bim bum bam e Ciao ciao ad esempio nel fatto che i conduttori in carne ed ossa erano affiancati da pupazzi di pezza animati. In più nei primi anni di trasmissione di Telecinco erano presenza fissa di molti programmi un gruppo di ballerine sexy chiamato Cacao Maravillao (ispirato a Cacao Meravigliao la canzone lanciata da Renzo Arbore ad Indietro tutta) e Las Chicas Chin-Chin (versione spagnola delle ragazze Cin Cin di Colpo Grosso). Inoltre sulla falsariga di Canale 5 anche la rete spagnola aveva una propria annunciatrice, Yolanda Benitez, che dava conto dei programmi del giorno, rimasta in attività fino al 1995, anno in cui la figura della signorina buonasera sparì da tutte le emittenti televisive spagnole.
Non mancavano comunque anche trasmissioni originali come il quiz Telecupon (legato alla lotteria ONCE). Completava il palinsesto il cinema con vari cicli di film spaziando da quelli sentimentali (Cine Corazon) a quelli comici (Cine Fiesta) fino alle prime visioni (Cine 5 estrellas), varie telenovelas sudamericane di lingua spagnola (trasmesse al pomeriggio) e lo sport soprattutto con incontri di boxe trasmessi in orario notturno.
Inoltre Telecinco, nel 1994, iniziò a trasmettere (proprio come fece Canale 5 in Italia) anche la soap opera Beautiful (in Spagna precedentemente trasmessa da TVE 1 ed andata in onda con il titolo Los Forrester).
Due mesi dopo l'inizio delle trasmissioni, nacque anche il notiziario della rete, intitolato Entre hoy y mañana trasmesso inizialmente per 15 minuti in orario notturno dopo la boxe alla fine delle trasmissioni della giornata, per poi adottare due edizioni al pomeriggio e alla sera, e dal 1997 cambiando nome in Informativos Telecinco.
Nella stagione 1994-95 Raffaella Carrà (reduce da due anni di lavoro sulla TVE) ha lavorato a Telecinco conducendo il programma pomeridiano En casa con Raffaella (che fu la versione spagnola dello storico Pronto, Raffaella? da lei condotto dieci anni prima in Rai); in seguito al successo ottenuto dalla trasmissione, Telecinco offrì alla conduttrice un nuovo contratto di tre anni ma la Carrà preferì tornare a lavorare in Italia.
Ultimamente (soprattutto dopo il rinnovo della sua immagine avvenuto nel 1997), il canale ha prodotto programmi di successo originali poi esportati in varie nazioni, soprattutto fiction (Medico de familia, Los Serrano, Periodistas, 7 vidas, Hospital Central poi trasposte, con alterni risultati, anche in versioni italiane); oltre a queste fiction vennero trasmessi anche talk-show di seconda serata come Esta noche cruzamos el Mississippi (primo late show della TV spagnola) e Cronicas Marcianas (trasmesso anche in Italia su Italia 1).
Inoltre Telecinco trasmette dal 2000 il Gran Hermano (presenza fissa del palinsesto ogni anno) versione spagnola del Grande Fratello; l'edizione italiana e quella spagnola avevano in comune il logo dell'occhio con l'iride a mo' di zoom fotografico e la sigla; nel 2009, c'è stato un primo crossover tra le versioni: due concorrenti italiane residenti in Spagna sono entrate nella casa spagnola senza sapere di essere in realtà in gioco nell'edizione italiana. L'anno dopo invece, due coppie hanno visitato le case estere per alcuni giorni, cosa poi nuovamente accaduta nell'edizione 2024 dei due programmi.
Per diverso tempo la rete ha trasmesso anche Caiga quien caiga (versione spagnola de Le Iene) che, così come in Italia, anche nel paese iberico otteneva molto successo; il programma però è stato cancellato temporaneamente dalla rete in quanto secondo rumor inviso all'allora premier di centro-destra, José María Aznar, continuamente bersagliato dalle satire del programma (che in più di un'occasione criticò anche l'operato politico di Silvio Berlusconi, proprietario del canale), per poi tornare in onda dal 2005 al 2007.
Nel 2006 inoltre Telecinco riuscì a strappare ad Antena 3 il reality L'isola dei famosi (in Spagna chiamato Supervivientes VIP). Nell'edizione 2006 hanno partecipato due concorrenti che già avevano concorso nell'edizione italiana: Aída Yéspica e Carmen Russo: quest'ultima risulterà la vincitrice della trasmissione (Carmen Russo aveva inoltre lavorato nei primi anni di trasmissione di Telecinco come conduttrice di VIP Noche e de La batalla de las estrellas). Nell'edizione del 2007 prende parte al reality l'italiano Valerio Pino, già ballerino professionista di Amici; l'edizione spagnola e quella italiana hanno in comune anche le diverse location nel corso delle varie edizioni (prima la Repubblica Dominicana, poi l'Honduras, poi il Nicaragua e poi di nuovo l'Honduras). L'edizione del 2011 ha avuto un incredibile successo di ascolti nonostante sia stata mandata in onda nei mesi estivi.
Due sue serie TV, Yo soy Bea (adattamento di Betty la fea), e Sin tetas no hay paraíso (in chiave spagnola) sono prodotte dalla Grundy Italia, che ha prodotto la seconda anche nello Stivale con il titolo Le due facce dell'amore con scarso successo. Inoltre nel 2007 Telecinco ha coprodotto con Rai e ORF alcune nuove puntate del telefilm Rex, ma curiosamente, in Spagna, le puntate sono state trasmesse dalla rivale Antena 3. Nel 2008 Telecinco ha iniziato a trasmettere anche Mujeres y hombres y viceversa, versione iberica della trasmissione italiana Uomini e donne, poi trasferito nel 2018 sulla minore Cuatro a seguito di un calo d'ascolti.
Telecinco ha trasmesso dal 1991 al 2008 la kermesse di Miss Spagna.
In seguito all'acquisizione di Cuatro (avvenuta nel 2010), alcune partite dei mondiali di calcio del 2010 svoltisi in Sud Africa (quella inaugurale e quelle della Roja) sono state spostate su Telecinco facendo ottenere alla rete ottimi ascolti (anche grazie alle gesta della nazionale spagnola che si è aggiudicata il torneo), ma senza battere il record della partita più vista; ciò avverrà nel 2012, con la finale Spagna-Italia di Euro 2012.
In tale anno, la rete trasmette ¡Más que baile! (versione spagnola di Ballando con le stelle), dopo che TVE vi ha rinunciato per mettere un freno ai costi.
Dal 2011 Telecinco ha ripreso a importare con fortune alterne format provenienti dall'Italia: Io canto (Cantáme una canción, cancellato dopo poche puntate), La Fattoria (Acorralados, che ha avuto buoni ascolti), C'è posta per te (Hay una cosa que te quiero decir, trasmesso fino al 2015 e poi ripreso nuovamente dal 2024).
Dal 2004 al 2008 e nuovamente dal 2023 Telecinco trasmette inoltre ¡Allá tú! , versione spagnola di Affari tuoi.

## Organizzazione aziendale
Quando il Grupo Gestevisión Telecinco ottiene la concessione dal governo spagnolo il 25 agosto 1989, il capitale sociale, pari a 12 miliardi di pesetas, era così distribuito tra i seguenti soggetti:
- Fininvest, di Silvio Berlusconi (25%).
- Organización Nacional de Ciegos de España (ONCE) (25%);
- Ediciones Anaya, di Germán Sánchez Ruipérez (25%);
- Javier Fernández, della Chocolates Trapa (15%);
- Ángel Medrano, imprenditore nel turismo (10%).

Successivamente, vi saranno avvicendamenti nell'azionariato, ad esempio entra e poi esce l'editrice Planeta. Nel 1994, dopo la crisi che ha colpito il canale, si cerca di vendere delle quote a Televisa, ma alla fine tutto rimane come prima.
Mediaset, 3 anni dopo la salita al 52%, riorganizza la sua partecipazione: dapprima mette sul mercato l'1,87% delle azioni, poi, in due tempi, cede tutta la sua quota alla controllata Mediaset Investimenti, che diventa così, col 50,13%, la nuova azionista di maggioranza del canale iberico (e poi anche di Publiespaña).
L'altro azionista di riferimento, col 13%, è stato il gruppo Vocento (si chiamava Correo), molto attivo nel settore dei mass-media (ad esempio possiede parte del quotidiano cattolico spagnolo ABC), che nel 2009 ha manifestato l'intenzione di vendere la partecipazione. Il restante 36,87% è sul mercato dopo la quotazione in Borsa del 2004.
Nel 2007 Mediaset e Telecinco danno vita alla newco Mediacinco Cartera, la quale insieme a Goldman Sachs e John De Mol compra il 75% di Endemol da Telefónica. Il canale spagnolo possiede così il 22% dell'azienda.
A inizio 2008, Telecinco acquista il 32% del canale caraibico Caribevision.
Il 18 dicembre, il canale, sfruttando la seconda riforma TV varata dal premier Zapatero, si fonde con Cuatro, dando vita al più grande gruppo TV privato della Spagna. Tale operazione dopo lunghe valutazione delle autorità antitrust iberiche, viene completata il 28 dicembre 2010.
Dopo tale fusione cambia anche l'azionariato: Mediaset Investimenti scende al 41,6%, Prisa è al 17,34%, la canadese Corus al 2,45%, il resto diviso tra Borsa e azionisti minori. A seguito della acquisizione di Cuatro, il Grupo Gestevision Telecinco ha cambiato denominazione in Mediaset España, riavvicinandosi così all'azienda madre.

## Controversie

### Processo a Berlusconi
Uno dei processi a carico di Silvio Berlusconi riguarda la rete; Berlusconi è infatti accusato dalla giustizia spagnola, con altre persone, in un'inchiesta condotta dal 1997 dal giudice Baltasar Garzón, di aver posseduto l'80% delle azioni a fronte del 25% allora previsto, grazie a prestanomi, e di aver usato il canale per altri fatti illeciti come falso in bilancio e riciclaggio di denaro (tra gli accusati anche Marcello Dell'Utri, che ai tempi presiedeva Publiespaña). Del caso si è occupato anche il quotidiano conservatore El Mundo. Al processo, secondo la legge spagnola, è stato applicato nel 2003 un periodo di sospensione, su richiesta della difesa di Berlusconi, di 3 anni, quelli legati al periodo in cui l'imputato svolgeva il ruolo di presidente del Consiglio in Italia. Il procedimento è stato riaperto in due riprese nel 2006, prima ad aprile nei confronti di alcuni imputati minori, poi a settembre nei confronti di Berlusconi e Dell'Utri. Nel mirino di tale inchiesta è finita per breve tempo la ONCE, l'organizzazione dei ciechi spagnoli, la quale fu azionista di Telecinco nel periodo in cui la rete ospitava l'estrazione della lotteria (la più grande fonte di sostentamento dell'organizzazione). Ad aprile 2007 il processo si è concluso con l'assoluzione di quasi tutti gli imputati, verdetto confermato dalla Cassazione iberica, mentre la parte relativa a Berlusconi non ha più avuto un seguito, anche se lo storico avvocato Ghedini aveva annunciato a luglio 2008 l'assoluzione del suo assistito.

### Polemiche col governo
Inoltre, l'emittente ha criticato duramente la prima riforma TV di Zapatero, che ha ulteriormente aperto il mercato. 
Nel 2007, l'emittente ha nuovamente attaccato il leader del PSOE riguardo a una legge sul cinema, perché penalizzerebbe la possibilità delle reti TV di produrre film; il riferimento è ad una pellicola che ha vinto 3 premi Oscar nel 2007, Il labirinto del fauno. Tuttavia, grazie alla seconda riforma, la rete si rafforza, e nasce il gruppo Mediaset España.

### Altre controversie
Delle reti TV spagnole, è quella che più di tutte ha subito l'accusa di proporre telebasura (TV spazzatura), ricevendo numerose critiche e segnalazioni.
A novembre 2011, il talk-show del sabato La noria intervista di spalle la madre di un ragazzo accusato di aver stuprato e ucciso Marta del Castillo, una giovane studentessa andalusa scomparsa nel 2009 (il cui corpo non è stato mai ritrovato), pagando tale intervento 10000 €. Tale gesto induce un giornalista, Pablo Herreros, ad invitare le aziende che hanno comprato spazi pubblicitari nel programma a ritirarli. In poco tempo, La noria si ritrova senza nessun annuncio pubblicitario, e Telecinco viene di nuovo travolta dalle accuse di cattiva programmazione TV. Così la rete corre ai ripari cancellando altri tre programmi controversi, e confinando La noria in seconda serata per poi chiuderlo nell'aprile successivo.

## Digitale terrestre
Nel 2005 vengono lanciati due canali tematici sul DTT: Telecinco Estrellas, dedicato alle serie TV, e Telecinco Sport, dedicato agli eventi sportivi.
Dopo diversi cambiamenti la situazione attuale prevede, oltre a Telecinco e Cuatro:
- Factoría de Ficción, dedicato alle serie TV;
- Boing, dedicato ai bambini, impostato esattamente come la controparte italiana;
- Divinity, dedicato a un target femminile;
- Energy, dedicato alle serie TV e ai film.
- Be Mad, dedicato a un pubblico maschile, ma disponibile solo in HD.

Due canali, LaSiete (semigeneralista con contenuti per un pubblico giovane) e Nueve (per un pubblico femminile), sono stati chiusi a causa di una sentenza dopo che essi non erano stati attribuiti tramite concorso pubblico.

## Società possedute e partecipate
- Publiespaña Sau - 100%
- Estudios Picasso Fábrica de Ficción Sau - 100%
- Grupo Editorial Tele5 Sau - 100%
- Atlas España Sau - 100%
- Mi Cartera Media Sau - 100%
- Cinematext Media SA - 60%
- Cinematext Media Italia Srl - 60%
- Europortal Jumpy España Sa - 100%
- Europortal Jumpy España Sa - 100%
- Mediacinco Cartera SL - 75%

## Direttori di rete
- Valerio Lazarov (1990-1994)
- Maurizio Carlotti (1994-1999)
- Paolo Vasile (1999-2022)
- Borja Prado (2022-2023)

## Loghi

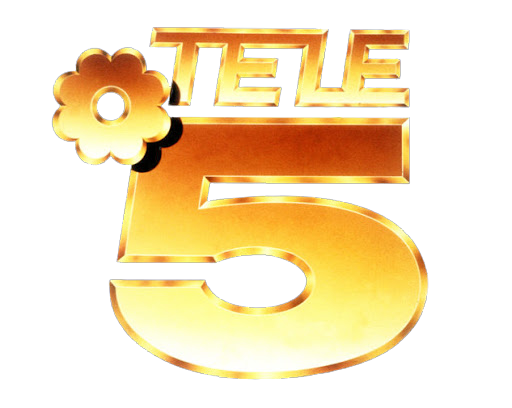
1990-1997
1997-2001
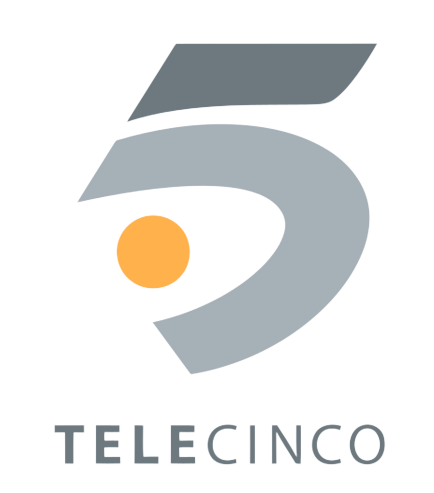
2001-2008
2008-2012
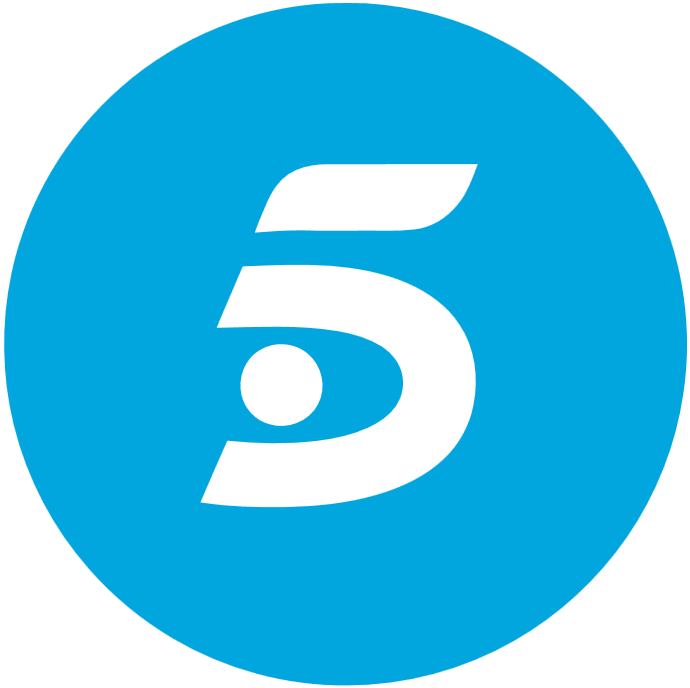
2012-2024
In uso dal 2024